# Sonagraphe
Ne doit pas être confondu avec sonographie.

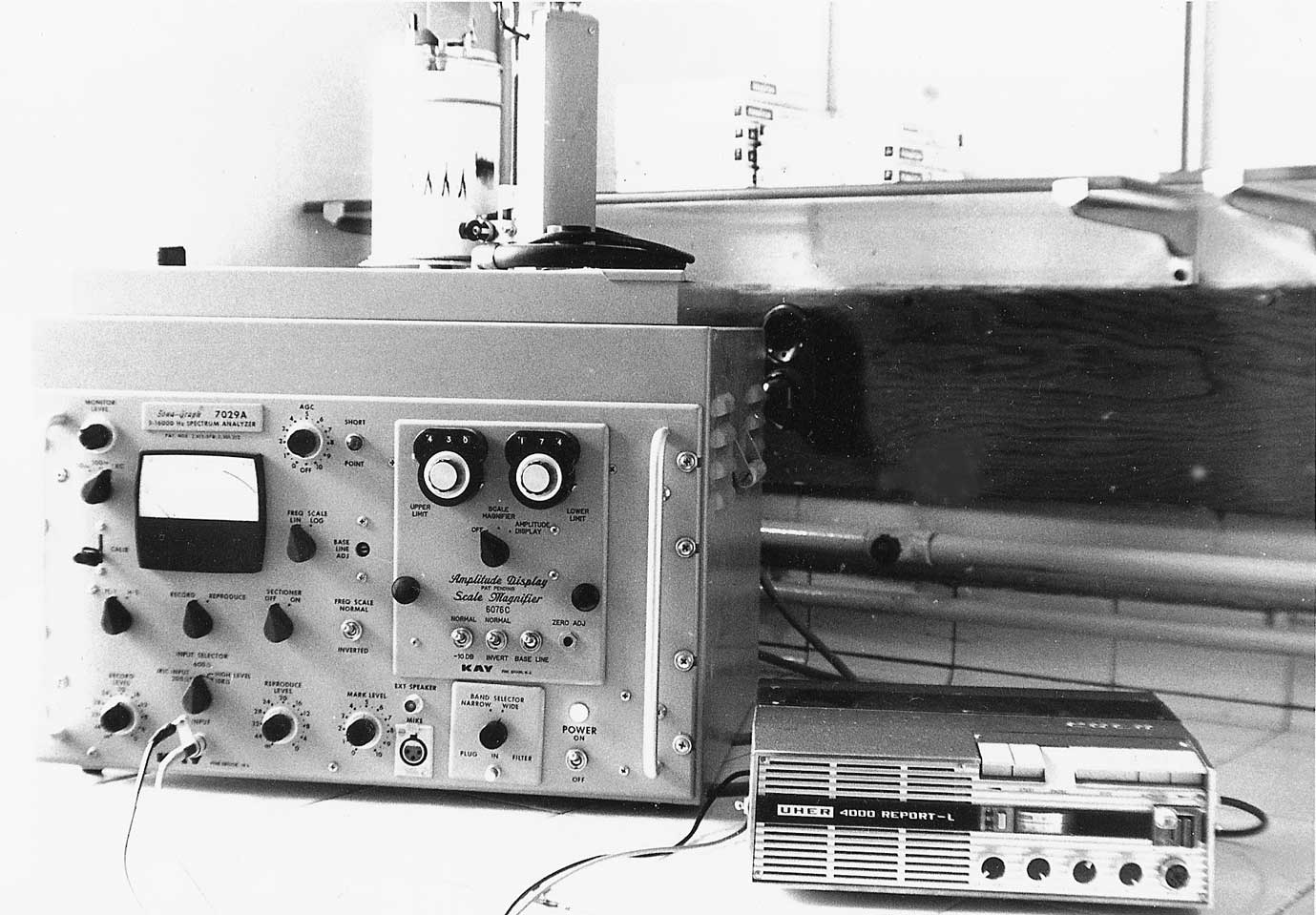
Sonagraphe des années 1970.

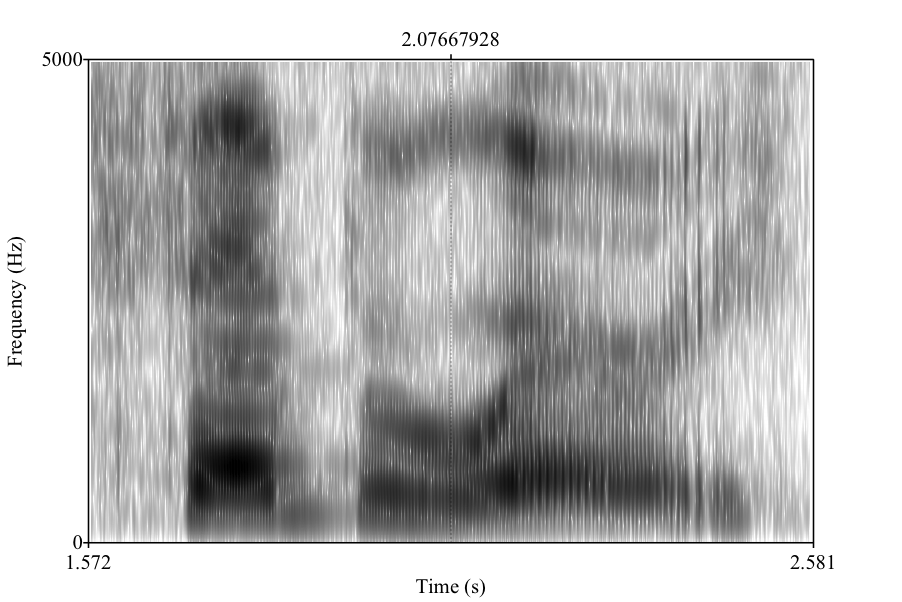
Sonagramme d'une voix prononçant le mot « February »

Un sonagraphe est un instrument permettant de représenter les sons sur un diagramme appelé sonagramme, où l'axe horizontal représente le temps, l'axe vertical des fines bandes de fréquence, et la couleur la puissance.

## Problématiques

### Temps et fréquences
On peut calculer, pour un échantillon sonore, un spectre d'autant plus précis que sa durée est grande. Mais plus un son dure, plus ses caractères ont de chances de changer, et plus son spectre représente une moyenne de ses caractéristiques.
Pour décrire convenablement un son réel par son spectre il faut donc un compromis entre la précision avec laquelle on connaît le moment où un événement sonore survient, qu'on appelle résolution temporelle, et le degré de détail avec lequel on connaît les fréquences qui sont présentes, appelée résolution fréquentielle.
Limités à l'origine par la difficulté de réaliser en électronique analogique des filtres, dont la théorie était d'ailleurs à ses débuts, les sonagraphes sont aujourd'hui intégrés dans des logiciels d'analyse du son. Les machines sont suffisamment puissantes pour laisser l'utilisateur déterminer le compromis entre résolution temporelle et résolution fréquentielle.

### Échelles linéaires et échelles logarithmiques
L'échelle du temps est toujours linéaire.
Les premiers sonagrammes présentaient les bandes de fréquences avec une échelle linéaire. Cette présentation présente l'avantage de mettre en évidence les partiels harmoniques, carastériquement placés à intervalles réguliers sur l'échelle des fréquences, puisque leurs fréquences sont des multiples d'une même fréquence fondamentale. C'est aussi le résultat direct du calcul par transformée de Fourier rapide avec fenêtrage glissant qu'effectuent appareils numériques et logiciels. Ces appareils peuvent aussi afficher les résultats sur un graphe en échelle logarithmique, qui reflète la perception humaine de la hauteur tonale des sons.
L'échelle des puissances se limitait, au début, à un seuil de puissance, au-delà duquel la trace était noire. Le sonagramme donnait une image au trait. Pour obtenir une forme expressive, le réglage du seuil était assez difficile. Les sonagraphes ont ensuite produit des images demi-teintes, dans lesquelles le niveau de gris représente la puissance. Si la relation entre gris et puissance est linéaire, le réglage reste délicat, à cause de la grande différence entre les sons audibles les plus faibles et les plus forts. On souhaite différencier les partiels d'un son selon leur puissance, tout en conservant un contraste suffisant pour une image caractéristique. La perception de la puissance sonore est, elle, plus proche d'une échelle logarithmique. Les sonagraphes modernes offrent la possibilité de transposer l'échelle de gris en pseudo-couleur par une table de correspondance.

## Histoire
Issu de recherches sur la parole, le sonagraphe fut créé en 1941 dans les laboratoires de la compagnie de téléphone Bell (Bell Laboratories) par une équipe dirigée par Ralph K. Potter. Classé secret pendant la guerre, le spectromètre sonore ((en) Sound spectrometer) fit l'objet de publications dès novembre 1945.
L'instrument établissait un sonagramme d'un son d'environ 1,5 s, enregistré et rejoué plusieurs dizaines de fois à travers un filtre variable, qui permettait d'enregistrer l'intensité de 176 étroites plages de fréquences de bande passante 45 Hz en mode « étroit », ou 26 bandes de 300 Hz en mode « large », espacées également de 80 à 8 000 Hz, sur un cylindre couvert de papier sensible. L'établissement du spectre complet prenait quelques minutes.
Dans les années 1960, Lawrence Kersta, devenu expert en analyse de sonagrammes pour l'identification judiciaire des voix, fut un des promoteurs de l'instrument pour cet usage. Ce débouché relança l'amélioration et la diffusion de l'instrument.

### Importance pour la recherche
Le sonagraphe fut l'instrument le plus important pour appréhender la visualition de la décomposition du spectre sonore.
Seul le sonagraphe, appareil de représentation graphique de la totalité des dimensions du phénomène sonore (temps - fréquence - amplitude) permettait de suivre un spectre évolutif, c'est-à-dire dont l'intensité de chaque partiel varie dans le temps.
Cet instrument de transcription visuelle de la  « réalité » sonore a donc fourni les éléments d’une expérimentation acoustique plus aguerrie à la prise en compte de la dimension temporelle.